# Melbourne Victory Football Club (femminile)
Il Melbourne Victory Football Club, meglio noto come Melbourne Victory, è una squadra di calcio femminile australiana, affiliata all'omonimo club con sede nella città di Melbourne e alla Football Federation Victoria. Fondato nel 2008, milita nella A-League Women, massimo livello del campionato australiano femminile di calcio, e si è laureato campione di Australia al termine della stagione 2013-2014.

## Colori
I colori del Melbourne Victory sono blu marino, argento e bianco. Questi colori rappresentano i colori tradizionali per le squadre dello Stato del Victoria (blu marino e bianco) e i colori ufficiali di questo Stato australiano (blu marino ed argento). Il distintivo è uno scaglione rovesciato che rappresenta una 'V' ossia il simbolo che tradizionalmente identifica le squadre sportive del Victoria.

## Palmarès
- Campionato australiano: 3

2013-2014, 2020-2021, 2021-2022

## Organico

### Rosa 2020-2021
Rosa, ruoli e numeri di maglia estratti dal sito ufficiale, aggiornati al 7 agosto 2020.
| N. |                      | Ruolo | Calciatrice     |
| -- | -------------------- | ----- | --------------- |
| 1  | Australia (bandiera) | P     | Casey Dumont    |
| 2  | Australia (bandiera) | A     | Rosie Sutton    |
| 3  | Australia (bandiera) | D     | Teigen Allen    |
| 5  | Australia (bandiera) | D     | Laura Alleway   |
| 7  | Australia (bandiera) | A     | Emma Robers     |
| 8  | Australia (bandiera) | D     | Angela Beard    |
| 10 | Australia (bandiera) | D     | Jenna McCormick |
| 13 | Australia (bandiera) | C     | Polly Doran     |
| 14 | Australia (bandiera) | A     | Melina Ayres    |

| N. |                          | Ruolo | Calciatrice     |
| -- | ------------------------ | ----- | --------------- |
| 15 | Australia (bandiera)     | C     | Amy Jackson     |
| 16 | Nuova Zelanda (bandiera) | C     | Annalie Longo   |
| 18 | Australia (bandiera)     | C     | Grace Maher     |
| 19 | Australia (bandiera)     | C     | Lia Privitelli  |
| 20 | Australia (bandiera)     | P     | Melissa Maizels |
| 30 | Australia (bandiera)     | P     | Teegan Micah    |
| 35 | Australia (bandiera)     | P     | Shamiran Khamis |